# 個
 (octobre 2020).
Si vous disposez d'ouvrages ou d'articles de référence ou si vous connaissez des sites web de qualité traitant du thème abordé ici, merci de compléter l'article en donnant les références utiles à sa vérifiabilité et en les liant à la section « Notes et références ».
個 (unique, individuel, privé) est un kanji composé de 10 traits et basé sur 人. Il fait partie des kyōiku kanji de 5e année. C'est aussi le compteur pour les articles ou les unités militaires.
Il se lit か (ka) ou こ (ko) en lecture on.
Son caractère Unicode est 500B.